# Thyca crystallina

Gehäuse von Thyca crystallina

Thyca crystallina (ursprüngliche Kombination Pileopsis crystallina) ist der Name einer Schnecken-Art aus der Familie der Eulimidae (Gattung Thyca), die als Ektoparasit vor allem am Blauen Seestern und seltener auch am Kometenstern lebt.

## Merkmale
Wie bei Thyca ectoconcha und anderen Vertretern der Untergattung Bessomia ist das bei Weibchen etwa 12 bis 14 mm, bei Männchen nur etwa ein Zehntel so große Schneckenhaus von Thyca crystallina sehr wenig eingerollt und sehr niedrig mit einer breiten Gehäusemündung, was ihm die Form einer Phrygischen Mütze oder umgedreht einer flachen Schale verleiht. Die Mündung des sehr flachen Gehäuses ist eiförmig, der Apex zugespitzt. Kennzeichnend für das konische Gehäuse von Thyca crystallina sind die längs verlaufenden Furchen und Rippen auf der Oberfläche, von denen jede in Abständen perlenförmige Knötchen trägt. Die Oberfläche der Schale ist wie in der Regel auch das Wirtstier – der Blaue Seestern – blau gefärbt, verliert aber bei Lagerung diese Färbung und wird weiß oder durchsichtig. Die Farbe stammt offenbar nicht vom Wirtstier, denn auf aprikosenfarbenen Exemplaren von Linckia laevigata lebende Schmarotzerschnecken nehmen nicht die Färbung des Seesterns an.
Die Schnauze der Schnecke ist als „Scheinfuß“ ausgebildet, mit dem sie sich am Wirt äußerst fest ansaugt und in dessen Mitte sich eine Öffnung befindet, durch welche der Saugrüssel (Proboscis) in den Wirt geführt wird. Die Schnecke hat einen rudimentären Fuß und kein Operculum. Die Fühler sind zu einer Falte verschmolzen, auf der die Augen sitzen.

## Verbreitung und Lebensweise
Thyca ectoconcha ist im gesamten Indopazifik verbreitet, wo auch ihr Wirtstier, der Blaue Seestern (Linckia laevigata) lebt, wobei sie gelegentlich auch am Kometenstern (Linckia multifora) zu finden ist. Während sie als Jungtier oft an der Oberseite des Wirts sitzt, saugt sie sich als Adulttier an der Unterseite des Tieres fest. In der Mitte des Scheinfußes befindet sich ein Loch, durch das die Proboscis der Schnecke weiter durch die Haut des Wirts bis zu dessen nährstoffreichem Hämalkanal oder in das diesen umgebende Perihämalsystem gestoßen wird.

## Entwicklungszyklus
Thyca crystallina ist getrenntgeschlechtlich. Das ausgewachsene Weibchen lebt festgesogen am Wirt und bewegt sich nicht mehr fort. Unter seiner Schale und seinem Mantel an dessen Vorderende lebt auch das nur ein Zehntel so große Zwergmännchen, das bei Bedarf das Weibchen mit seinem langen, schlanken Penis begattet. Die befruchteten Eier entwickeln sich zu frei schwimmenden Veliger-Larven, die für die Verbreitung der Art sorgen, einen für die Eulimidae typischen Protoconch ausbilden und an anderen Wirtsseesternen zu parasitischen Schnecken metamorphosieren. Bereits bei den Jungtieren ist das Geschlecht bestimmbar, denn die Männchen haben keine blauen, sondern weißliche bis kristalline Gehäuse, die auch in der Form von denen der Weibchen abweichen. Die Schnecklein leben zunächst an der Oberseite eines Armes des Wirtes, meist nahe der Mittelscheibe, wandern dann aber auf die Unterseite, wo sich die Weibchen zum Mund des Seesterns hin ausrichten und sich die Männchen in die Obhut eines Weibchens begeben.